# 2013-as luxori hőlégballon-baleset

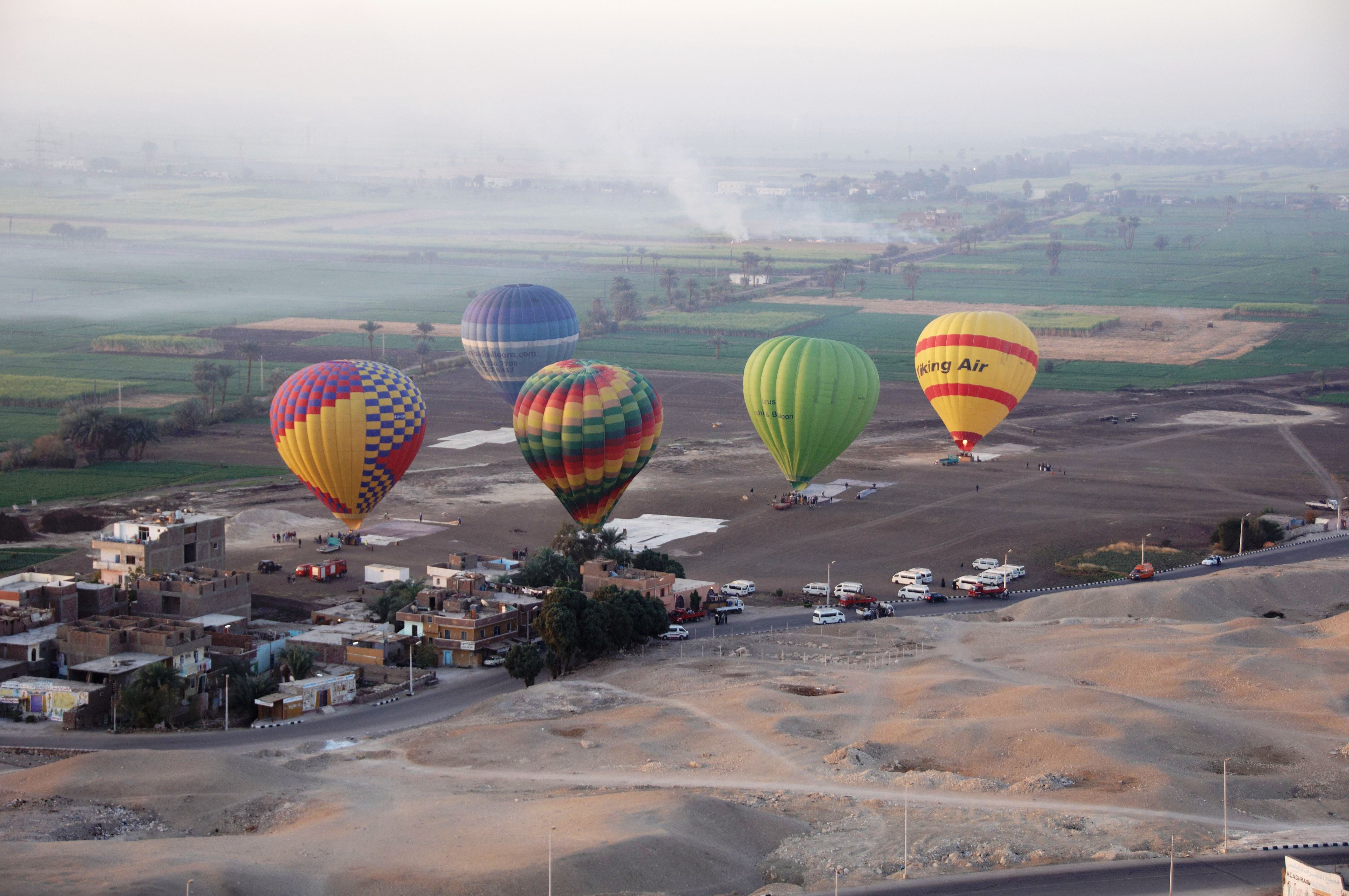
Hőlégballonok Luxorban 2010 februárjában. A képen balról a harmadik a lezuhant SU-283 lajstromjelű hőlégballon.

A 2013-as luxori hőlégballon-baleset 2013. február 26-án, helyi idő szerint reggel 7:00-kor bekövetkezett baleset volt az egyiptomi Luxor város közelében. A baleset következtében 19-en vesztették életüket, akik közül tizennyolcan a helyszínen haltak meg, egy súlyos sérült pedig órákkal a baleset után a kórházban vesztette életét. Ez volt a történelem legsúlyosabb hőlégballon-balesete, amely súlyosabb, mint az 1989-es Alice Springs-i hőlégballon-baleset volt Ausztráliában.

## Háttere
A hőlégballonokat igen széles körben használják Egyiptomban turisztikai célokra, amely során az idelátogatók a levegőből is megcsodálhatják az ország főbb nevezetességeit. Luxorban lehetőség van arra, hogy hőlégballonos túrák keretén belül a látogatók megtekintsék a Nílust, Karnak templomát és más látnivalókat. Az utasok biztonsága feletti aggodalom gyakran felmerül időről-időre, mivel sorozatos balesetek történtek 2007 és 2009 közt.
2009 áprilisában például 16 turista sérült meg egy baleset során Luxorban. A baleset után hat hónapon keresztül nem szállhattak fel a hőlégballonok, amíg a biztonsági vizsgálatok le nem zárultak. A pilóták képzését megszigorították, és ezentúl a hőlégballonokkal csak az arra kijelölt leszállóhelyeken szabad leszállni. Ugyanakkor Hoszni Mubárak korábbi egyiptomi államfő bukása után a szabályozásokat egyre inkább figyelmen kívül hagyták, ennek legsúlyosabb következménye a port szaíd-i stadion-tragédiában nyilvánult meg 2012-ben.

## A baleset
Február 26-án a Sky Cruise által üzemeltetett Ultramagic N–425-ös hőlégballon, melynek lajstromjele SU-283 volt, húsz utassal és a pilótával a fedélzeten városnéző utazásra indult. A szomszédos hőlégballon pilótájának, Mohamed Youssefnek beszámolója alapján a tűz közvetlenül a hőlégballon földet érése előtt kapott lángra, ezért megkíséreltek minél hamarabb landolni, azzal a reménnyel, hogy a földi személyzet meg tudja majd kísérelni a hőlégballon lehorgonyzását. Az egyik forrás szerint az egyik rögzítőkábel rátekeredett a gázhengerre. A pilóta és az egyik utas kiugrott és biztonságosan földet értek, de tettük destabilizálta a ballon kosarát, amelynek következtében a légijármű egy széllökés következtében hirtelen emelkedni kezdett. A szemtanúk elmondása szerint, ahogy lángra kapott a ballon, a kosárból hét utas kivetette magát, hogy ne égjenek halálra. Mintegy 300 méteres magasságban egy robbanás történt, amelyet több kilométeres távolságból is hallani lehetett. Az egyik szemtanú ezt úgy jellemezte, hogy egy nagy dörrenés volt hallható. Youssef az állami televíziónak nyilatkozva azt mondta, hogy szerinte a hőlégballon egyik gáztartálya elkezdett szivárogni, ami azután lángra kapott és valószínűleg ez okozta a robbanást. A korábbi helyszíni beszámolók azt állították, hogy a hőlégballon azért zuhant le, mert egy távvezetéknek ütközött, ám ez utóbb téves állításnak bizonyult.
A robbanás után két perccel a hőlégballon maradványai egy cukornádültetvényre zuhantak Al Dhabaa falu közelében, Luxortól nyugatra. Egy második robbanásról érkeztek beszámolók, amely 15 perccel később következett be. A mentők a baleset után mintegy negyedórával értek a helyszínre. A hőlégballon utolsó perceit amatőr videó örökítette meg.

## Áldozatok
A hőlégballon fedélzetén 20 utas és a pilóta utazott a szerencsétlenség bekövetkezésekor, ebből 9-en Hongkongból, 4-en Japánból, 3 utas az Egyesült Királyságból, két utas Franciaországból és egy utas Magyarországról érkezett, valamint a pilótán kívül még egy egyiptomi állampolgár tartózkodott a fedélzeten. A két túlélő közül az egyik brit állampolgárságú, míg a másik az egyiptomi pilóta, akinek a testfelülete 70%-ban megégett.
A magyar áldozat a 34 éves, monostorapáti illetőségű Gyetvai Zsuzsanna volt, aki Londonban élt képzőművészként és angol párjával tartózkodott Egyiptomban. A nő párja, a 40 éves liverpooli Joe Bampton is meghalt a szerencsétlenségben.
| Állampolgárság | Halálos áldozatok száma | Sérültek száma |
| -------------- | ----------------------- | -------------- |
| hongkongiak    | 9                       | -              |
| japánok        | 4                       | -              |
| britek         | 2                       | 1              |
| franciák       | 2                       | -              |
| egyiptomiak    | 1                       | 1              |
| magyarok       | 1                       | -              |

## Utóhatása
A történtek után Luxor tartomány kormányzója Izzat Saad megtiltotta a hőlégballonos utazásokat a vizsgálatok lezárultáig. Az egyiptomi polgári repülésügyi miniszter, Wael el-Maadawi az egész országra kiterjedően felfüggesztette a hőlégballonos utazásokat. Az egyiptomi államfő Mohamed Morsi közleményében mély gyászát és együttérzését fejezte ki az áldozatok hozzátartozói felé. Alaa Hadidi kormányszóvivő azt mondta, hogy a baleset kivizsgálására létrehoznak egy bizottságot.

## Fordítás
Ez a szócikk részben vagy egészben  a(z)   2013 Luxor hot air balloon crash című angol Wikipédia-szócikk ezen változatának fordításán alapul.  Az eredeti cikk szerkesztőit annak laptörténete sorolja fel. Ez a jelzés csupán a megfogalmazás eredetét és a szerzői jogokat jelzi, nem szolgál a cikkben szereplő információk forrásmegjelöléseként.